# 802 Epyaxa
802 Epyaxa este un asteroid din centura principală, descoperit pe 20 martie 1915, de Max Wolf.